# مارلين ريفيرا
مارلين ريفيرا (بالإسبانية: Marilyn Rivera)‏ (19 فبراير 1992 بغواتيمالا - ) هي لاعبة كرة قدم غواتيمالية في مركز الدفاع. شاركت مع منتخب غواتيمالا الوطني لكرة القدم للسيدات.

## وصلات خارجية
- مارلين ريفيرا على موقع قاعدة بيانات كرة القدم.إي يو (الإنجليزية)
- مارلين ريفيرا على موقع Soccerway.com (الإنجليزية)